# محمد روراوة
محمد روراوة (1946 في القصبة، الجزائر العاصمة) هو رئيس الاتحادية الجزائرية لكرة القدم السابق، ونائب رئيس الاتحاد العربي لكرة القدم ، ورئيس اتحاد شمال أفريقيا لكرة القدم ورئيس لجنة منافسة رابطة الأبطال العربية. ترأس منصب رئاسة الاتحادية بين عامي 2001 و2005، وأعيد انتخابه من جديد عام 2009 لمدة أربع سنوات.
اشتغل محمد روراوة موظفاً في وزارة الإعلام الجزائرية، وتسلق المناصب من نائب مدير إلى مدير، استدعي فيما بعد للمشاركة في تنظيم أول مهرجان إفريقي في الجزائر العاصمة، عمل أيضاً مديراً لمركز الإعلام والثقافة، وكان مكلفا بالنشاط الثقافي وخاصة السينمائي، في عام 1980 أصبح مسيراً في التلفزيون الجزائري.